# Ушаково (Верхньокамський район)
Ушако́во (рос. Ушаково) — присілок у складі Верхньокамського району Кіровської області, Росія. Входить до складу Лойнського сільського поселення.
Населення становить 4 особи (2010, 10 у 2002).
Національний склад станом на 2002 рік — росіяни 100 %.